# Griffith Rose
Griffith Rose (* 18. Januar 1936 in Los Angeles; † 12. April 2016 in Paris) war ein US-amerikanischer Komponist. Er lebte seit 1956 in Europa, vorzugsweise in Frankreich.

## Leben
Rose, Nachfahre schottischer Einwanderer, wuchs in New York auf und kam früh nach Florida und New England. Er studierte zunächst an der Yale University (Klassische Philologie) und an der Hartt School of Music (1953/54).

## Werdegang
Als er nach der Lektüre von Thomas Manns Roman Doktor Faustus den Wunsch äußerte, nach Deutschland zu gehen, um die Darmstädter Ferienkurse zu besuchen und Komposition zu studieren, sponserte sein Vater das Unternehmen mit dem Kauf eines Volkswagens, sodass Griffith Rose mit Frau und Kind die Hochschulen von Hamburg bis Freiburg besuchen konnte. Er landete aber zunächst in Paris, wo er 1957–58 bei Nadia Boulanger studierte.
1957–60 folgte ein Studium bei Wolfgang Fortner an der Hochschule für Musik in Freiburg im Breisgau und 1960–61 bei Pierre Boulez in Basel. 1961–62 besuchte er die Kurse von Karlheinz Stockhausen und Theodor W. Adorno in Köln und Darmstadt, wo er Sylvano Bussotti, Mauricio Kagel, John Cage, David Tudor und den Dirigenten Paul Méfano kennenlernte, der sein erstes von zwei Viola-Konzerten aufführte (New York, 1974).
Ein Lehrangebot der Hochschule Düsseldorf lehnte er ab, da man moderne Komposition nicht unterrichten könne, und zog es vor, zusammen mit seiner zweiten Frau 1965 nach Südfrankreich zu übersiedeln, wo er in Sète, später in Cassis, den größten Teil seines umfangreichen Œuvres schuf.

## Werke (Auswahl)
Als eines seiner Hauptwerke kann das Stück nach Marcel Duchamps Großem Glas mit dem Titel „même“ gelten (für tiefe Stimme und Orchester; 1977), an dem Rose zwei Jahre lang arbeitete und das 1978 unter der Leitung von Cristóbal Halffter in Saarbrücken uraufgeführt wurde.